# حكاية طويلة
الحكاية الطويلة هي قصة ذات عناصر لا تصدق وترتبط كما لو كانت حقيقية وواقعية. بعض الحكايات الطويلة عبارة عن مبالغة في الأحداث الواقعية، على سبيل المثال قصص الأسماك («السمكة التي هربت») مثل، «تلك السمكة كانت كبيرة جدًا، لماذا أخبرك، لقد كادت أن تغرق القارب عندما سحبه!» الحكايات الطويلة الأخرى عبارة عن حكايات خيالية تمامًا تدور أحداثها في مكان مألوف، مثل الريف الأوروبي أو الحدود الأمريكية أو الشمال الغربي الكندي أو الحدود الأسترالية أو بداية الثورة الصناعية.
غالبًا ما تُروى الأحداث بطريقة تجعل الراوي يبدو وكأنه كان جزءًا من القصة؛ النغمة بشكل عام جيدة المحيا. يتم تمييز الأساطير عن الحكايات الطويلة أساسًا حسب العمر؛[بحاجة لمصدر] كثير من الأساطير يُبالَغ في مآثر أبطالهم، لكن في الحكايات الطويلة تلوح المبالغة في الأفق إلى حد السيطرة على القصة.

## الولايات المتحدة الأمريكية
الحكاية الطويلة هي عنصر أساسي في الأدب الشعبي الأمريكي. تُرى أصول الحكاية الطويلة في مسابقات المفاخرة التي تحدث غالبًا عندما تجمع الرجال القاسيون من الحدود الأمريكية. تدين حكايات الشخصيات الأسطورية في الغرب القديم، بعضها مدرج أدناه، بالكثير لأسلوب الحكايات الطويلة.
قد تتضمن مسابقات الخطاب نصف السنوية التي تعقدها نوادي الخطابة الدولية توست ماستر مسابقة حكايات طويلة. يُمنح كل متحدث مشارك من ثلاث إلى خمس دقائق لإلقاء خطاب قصير ذو طبيعة حكاية طويلة، ثم يتم الحكم عليه وفقًا لعدة عوامل. ينتقل الفائز إلى المستوى التالي من المنافسة. لا تستمر المسابقة إلى ما بعد أي منطقة مشاركة في المنظمة إلى المستوى الدولي.
يعرض الفيلم الهزلي Non Sequitur أحيانًا حكايات طويلة يرويها الكابتن إيدي؛ الأمر متروك للقارئ ليقرر ما إذا كان يقول الحقيقة، أو يبالغ في حدث حقيقي، أو مجرد قول هائل.

### عن أناس حقيقيين
يتم سرد بعض القصص عن النسخ المبالغ فيها لأناس حقيقيين:
- جوني أبليسيد بطل شعبي ودود سافر إلى الغرب لزرع أشجار التفاح لأنه شعر أن ملاكه الحارس أخبره بذلك.
- جوني بلود لاعب كرة قدم أمريكي اشتهرت سمعته بالسلوك الوحشي مثل لعبه على أرض الملعب.
- جيمس باوي أحد رجال حدود كنتاكي، تكساس رينجر، ومضارب على الأرض قاتل من أجل قضية تكساس في معركة ألامو. وهو معروف بسكين باوي الذي استخدمه لنزع أحشاء خصمه.
- دانيال بون شق طريقًا عبر فجوة كمبرلاند لتأسيس أول مستعمرات ناطقة باللغة الإنجليزية غرب جبال الأبالاش.
- إيليت سي «سترب» بوكنر مقاتل هندي من ولاية تكساس الاستعمارية.[1]
- ديفي كروكيت رائد وعضو الكونجرس الأمريكي من تينيسي الذي توفي لاحقًا في معركة ألامو.
- مايك فينك أقوى ملاح على نهري أوهايو وميسيسيبي، ومنافس لديفي كروكيت. يُعرف أيضًا باسم كيلبوتمن ملك نهر المسيسيبي.
- بيتر فرانسيسكو بطل الحرب الثورية الأمريكية.
- جون هنري أمريكي من أصل أفريقي قوي يقود الصلب.
- كارثة جين امرأة صعبة من الغرب المتوحش.
- جيجر جونسون (1871-1935)، سائق وحطاب من ولاية ماين معروف بمآثره العديدة خارج العمل، مثل اصطياد الوشق الأحمر على قيد الحياة بيديه العاريتين، والشجار في حالة سكر.[2][3]
- كيسي جونز مهندس سكك حديد شجاع وجريء.
- وُلد نات لوف، المعروف أيضًا باسم «ديدوود ديك»، عبدًا في ولاية تينيسي عام 1854. اكتسبت حكايات مغامراته بعد التحرر، بصفته راعي بقر وكحمال بولمان، عناصر خيالية يمكن اعتبارها حكايات طويلة.
- سام باتش متهور من أوائل القرن التاسع عشر مات أثناء قفزة يوم الجمعة الثالثة عشرة.
- مولي بيتشر بطلة الحرب الثورية الأمريكية.
- كان لدى اللحية السوداء العديد من الحكايات الطويلة التي تحيط بتورطه في القرصنة من 1717 إلى 1718.

### عن أناس خياليين

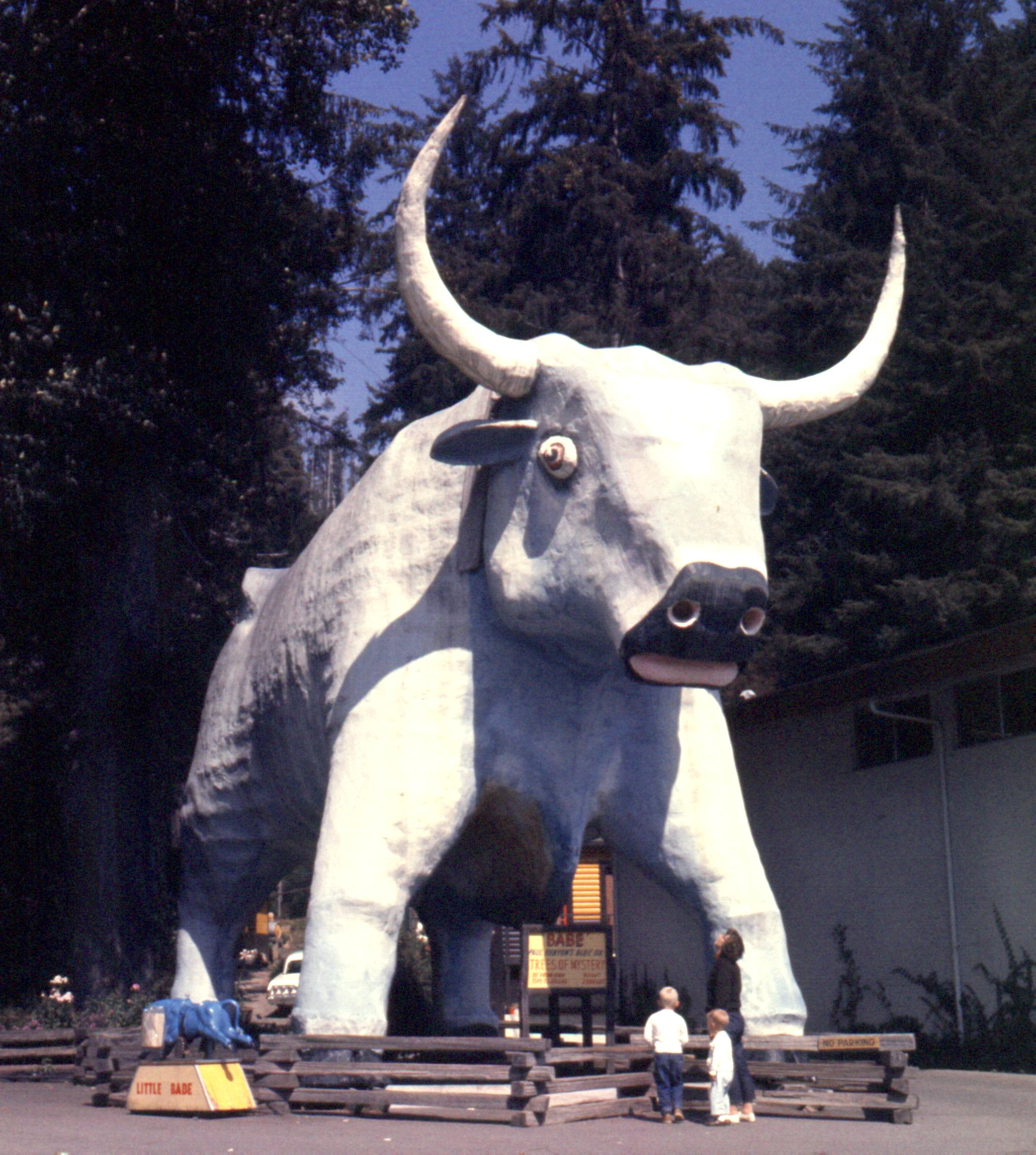
منحوتة بيب الثور الأزرق، صديق بول بنيان، كمنطقة جذب سياحي على جانب الطريق يبلغ ارتفاعها عشرة أمتار

تتضمن موضوعات بعض الحكايات الأمريكية الطويلة شخصيات أسطورية:
- توني بيفر حطاب في فيرجينيا الغربية وابن عم بول بنيان.
- بيكوس بيل رعاة البقر الأسطوري الذي «روض الغرب المتوحش»
- بول بنيان حطاب ضخم يأكل 50 فطيرة في دقيقة واحدة ويحفر الوادي الكبير بفأسه ولديه أيضًا ثور أزرق اسمه بيب الذي صنع نهر المسيسيبي.
- كوردوود بيت الأخ الأصغر للحطاب بول بنيان.
- فيبولد فيبولسون مزارع من نبراسكا يمكنه محاربة الجفاف.
- جوني كاو، كنسان خيالي كان وضعه الأسطوري في حد ذاته نسجًا بمعنى ما، حيث تم إنشاؤه مؤخرًا، في عام 1955. يعتقد أتباع هذا التقييم أن مثل هذه القصص مزيفة.
- عامل فولاذي في بيتسبرغ مصنوع من الفولاذ.
- ألفريد بولتوب ستورمالونج بحار ضخم كانت سفينته كبيرة جدًا لدرجة أنها جرفت القمر.

## أستراليا
ألهمت الحدود الأسترالية (المعروفة باسم الأدغال أو المناطق النائية) بالمثل أنواع الحكايات الطويلة الموجودة في الفولكلور الأمريكي. تتعلق الإصدارات الأسترالية عادةً بمحطة أسطورية تسمى سبيوة (بالإنجليزية: The Speewah). من أبطال سبيوة:
- رودني أنسيل.
- بيغ بيل أغبى رجل في سبيوة يكسب رزقه من العمل في المناجم حفر الآبار.
- كروكد مايك بطل القص الذي يتمتع بقوة هائلة وذكاء سريع.

بطل شعبي آخر هو تشارلي ماكيني، بطل قصيدة بانجو باترسون «الرجل من نهر الثلجي»، الذي يمكن أن تجسد شجاعته وقدرته على التكيف والمخاطرة الروح الأسترالية الجديدة.

## كندا
ألهمت الحدود الكندية أيضًا أنواع الحكايات الطويلة الموجودة في الفولكلور الأمريكي، مثل:
- حكايات فرنسية كندية عن بيغ جو موفيراو، عملاق وحطاب من وادي أوتاوا، تستند بشكل فضفاض إلى الحطاب الواقعي جوزيف مونتفيراند.
- جوني شينوك، راعي بقر ومربي ميتيس في ألبرتا.
- سام ماكجي، بطل قصيدة روبرت سيرفيس، «حرق جثة سام ماكجي» (1907).

## أوروبا

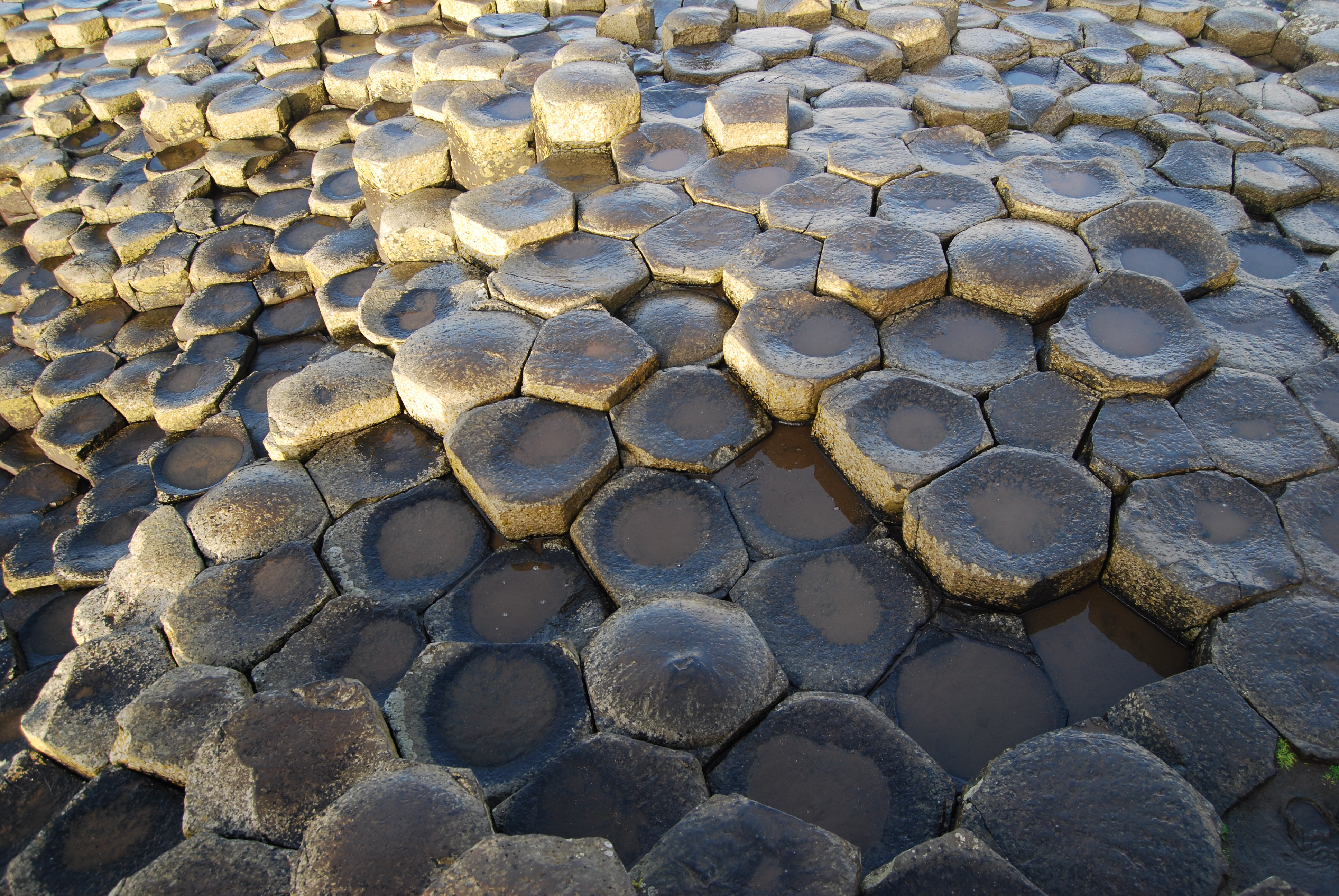
البازلت العمودي الذي يشكل جسر العملاق؛ في الأسطورة، مجموعة رائعة من أحجار الانطلاق السداسية إلى اسكتلندا، من صنع فيون ماك كومهيل

تشمل بعض الحكايات الأوروبية الطويلة:
- كانت تويل ذه غريت (بالإنجليزية: Toell the Great) واحدة من أعظم حكايات إستونيا.
- كانت جمهورية بابين، في عصر النهضة في بولندا (1568)، عبارة عن مجتمع ساخر مكرس بالكامل للسخرية من الناس ورواية الحكايات الطويلة.
- كان جوهو نيتي (1890–1964)، المعروف باسم (Nätti-Jussi)، حطابًا فنلنديًا معروفًا برواية الحكايات الطويلة. كما تم تداول قصصه كحكايات شعبية وجمعت في الكتب.
- قصة حياة غارغانتوا وبانتاغرويل (القرن السادس عشر) للكاتب الفرنسي فرانسوا رابليه تحكي قصة عملاقين؛ الأب وابنه.
- المغامرات العديدة البعيدة التي قام بها النبيل الألماني الخيالي البارون فون مونشهاوزن، والتي قد يكون لبعضها أساس فولكلوري.
- تقول أساطير المحارب الأسطوري الأيرلندي فيون ماك كومهيل (بالإنجليزية: Fionn mac Cumhaill)، المعروف أيضًا باسم (بالإنجليزية: Finn MacCool)، أنه بنى ممر العمالقة كنقطة انطلاق إلى اسكتلندا، حتى لا يبلل قدميه، وأنه قام مرة واحدة أيضًا بغرف جزء منه. من أيرلندا لقذفها ضد منافس، لكنها أخطأت وهبطت في البحر الأيرلندي؛ تحولت الكتلة إلى جزيرة مان، وأصبح الفراغ بحيرة لوك ناي.
- ضحك وحزن البحر الأبيض، فيلم سوفيتي، يصور حكايات طويلة من بومورس. يصف أحد كبار السن من بومور العديد من القصص، بما في ذلك طلاء الدب البني نفسه في صودا الخبز ليكون مقبولًا لدى البشر كدب قطبي.
- كومبراين لايرز (بالإنجليزية: The Cumbrian Liars)، وهي جمعية بريطانية تتبع خطى ويل ريستون (بالإنجليزية: Will Ritson) المكونة من سبع دوريات.[4]

## في وسائل الإعلام المرئية
أصبحت البطاقات البريدية في أوائل القرن العشرين وسيلة لرواية الحكايات الطويلة في الولايات المتحدة.

## روابط خارجية
- حكايات أمريكية طويلة
- حكايات طويلة، وأكاذيب وأكاذيب تسجيل صوتي نسخة محفوظة 3 أغسطس 2012 على موقع واي باك مشين.